# Georges Van Calenberg
Georges Van Calenberg, né le 6 décembre 1912 et décédé le 28 juin 1973, est un joueur de football international belge, qui évoluait d'abord comme milieu de terrain offensif avant de reculer en défense. Il joue toute sa carrière à Anderlecht, d'abord en deuxième division puis en première. Il joue huit matches en équipe nationale belge durant la Seconde Guerre mondiale, et prend sa retraite sportive en 1946.

## Carrière
Georges Van Calenberg débute en 1931 dans l'équipe A d'Anderlecht, qui vient d'être reléguée en Division 1, à l'époque deuxième niveau dans la hiérarchie du football belge. Il joue comme milieu de terrain offensif, et dès sa première saison il est le meilleur buteur du club. En 1935, Anderlecht remporte sa série de Division 1 et remonte en Division d'Honneur. 
Dès sa première saison dans l'élite du foot belge, Van Calenberg recule en défense. Jusqu'au début de la Seconde Guerre mondiale, l'équipe termine dans le milieu du classement. Durant le conflit, il est appelé à huit reprises en équipe nationale belge, mais une fois la guerre terminée, il n'est plus sélectionné. Anderlecht termine vice-champion de Belgique en 1944, ce qui constitue à l'époque son meilleur classement final. Il joue encore jusqu'en 1946, puis met un terme à sa carrière de joueur. Il joue au total 270 matches sous le maillot anderlechtois, dont 183 en Division 1. Il inscrit 4 buts durant les 9 saisons passées en Division d'Honneur.